# As Visões do Além
As Visões do Além é o tema de quatro pinturas de autoria do pintor holandês Hieronymus Bosch, executados em óleo sobre painel. Cada um deles mede 87 cm de altura por 40 de largura. Estão conservados no Palácio Ducal de Veneza.
Crê-se serem os painéis laterais de um tríptico perdido (segundo Tolnay, 1965), com os painéis laterais superpostos, com O Paraíso Terrestre e Ascensão ao Empíreo à esquerda, um sobre o outro, e 'A Queda dos Condenados e O Inferno, à direita, também um sobre o outro. Também se aventou a hipótese de se tratar de dois pequenos trípticos relacionados entre si. Então, O Paraíso Terrestre e Ascensão ao Empíreo emolduravam um painél central com o tema da Ressurreição da Carne; e A Queda dos Condenados e O Inferno estariam de ambos os lados de um Juizo Final.
Como o resto das obras de Hieronymus Bosch, não se sabe ao certo a data da sua realização. Tradicionalmente, datam-se do período 1500-1504. A dendrocronologia indica que foram feitos em 1490 ou depois.
Acredita-se que são os painéis que Marcantonio Michiel menciona em Notizia d'opere del disegno (1521) na colecção veneziana do cardeal Grimani. 

Os quatro painéis de As Visões do Além
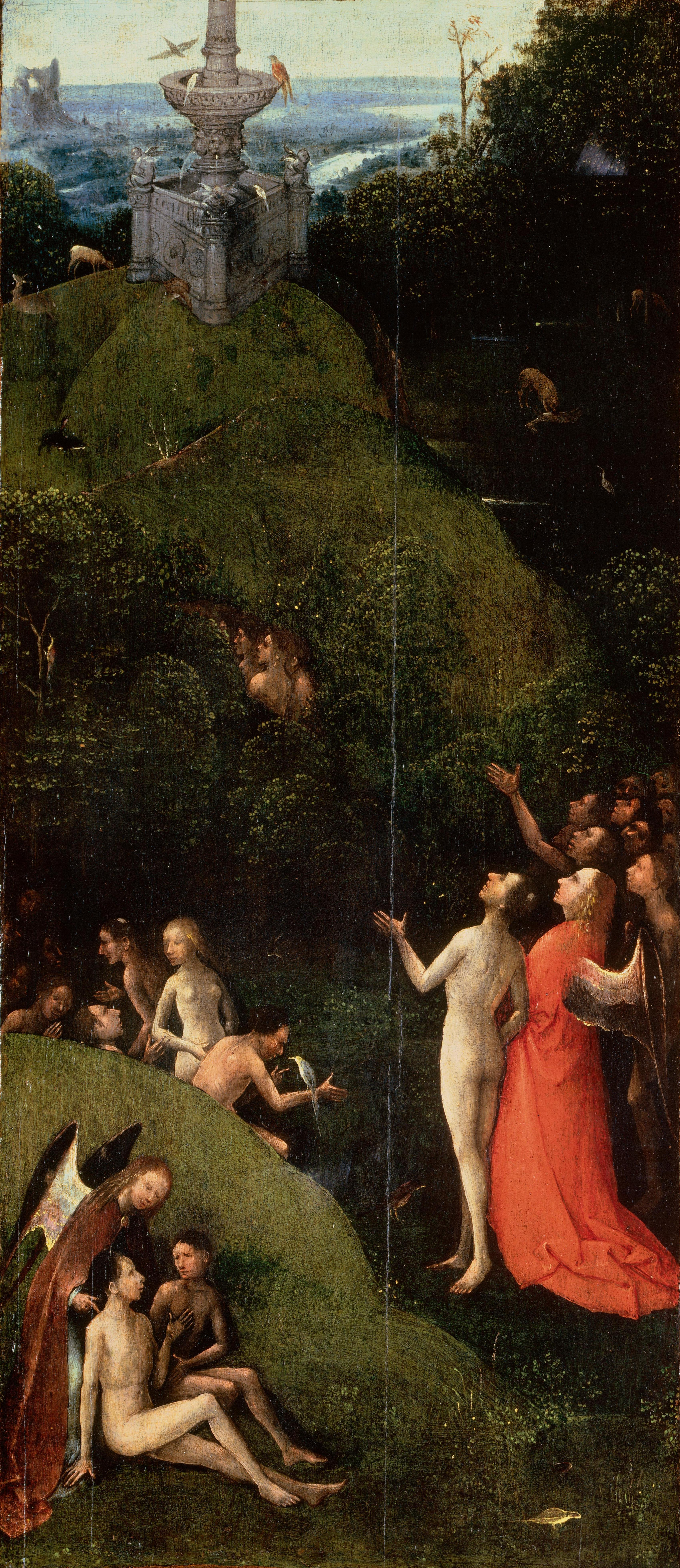
O Paraíso Terrestre
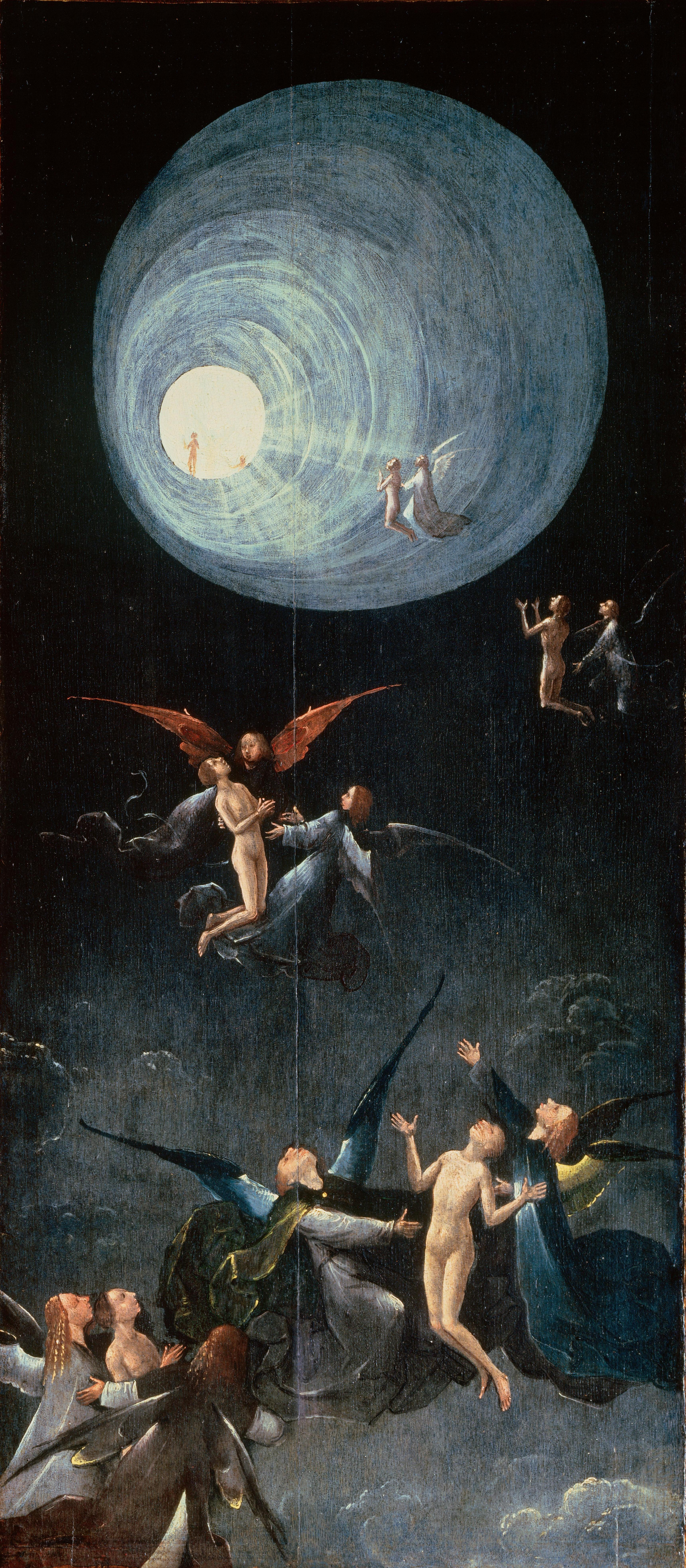
Ascensão ao Empíreo
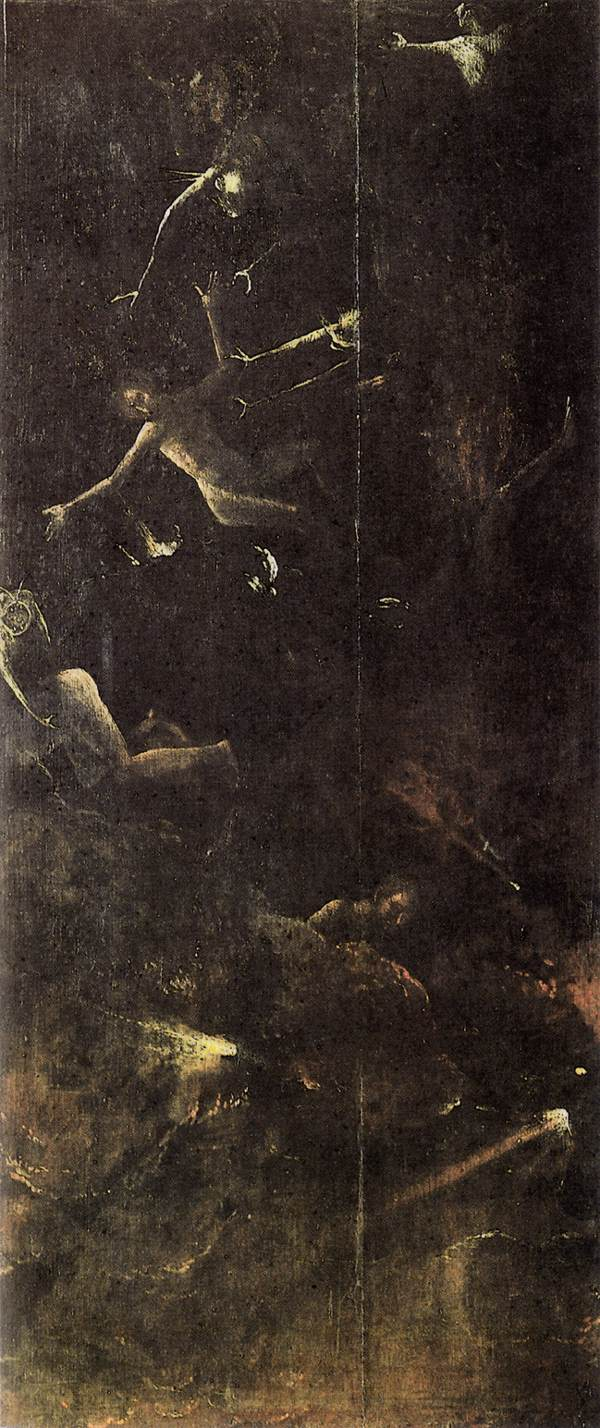
A Queda dos Condenados
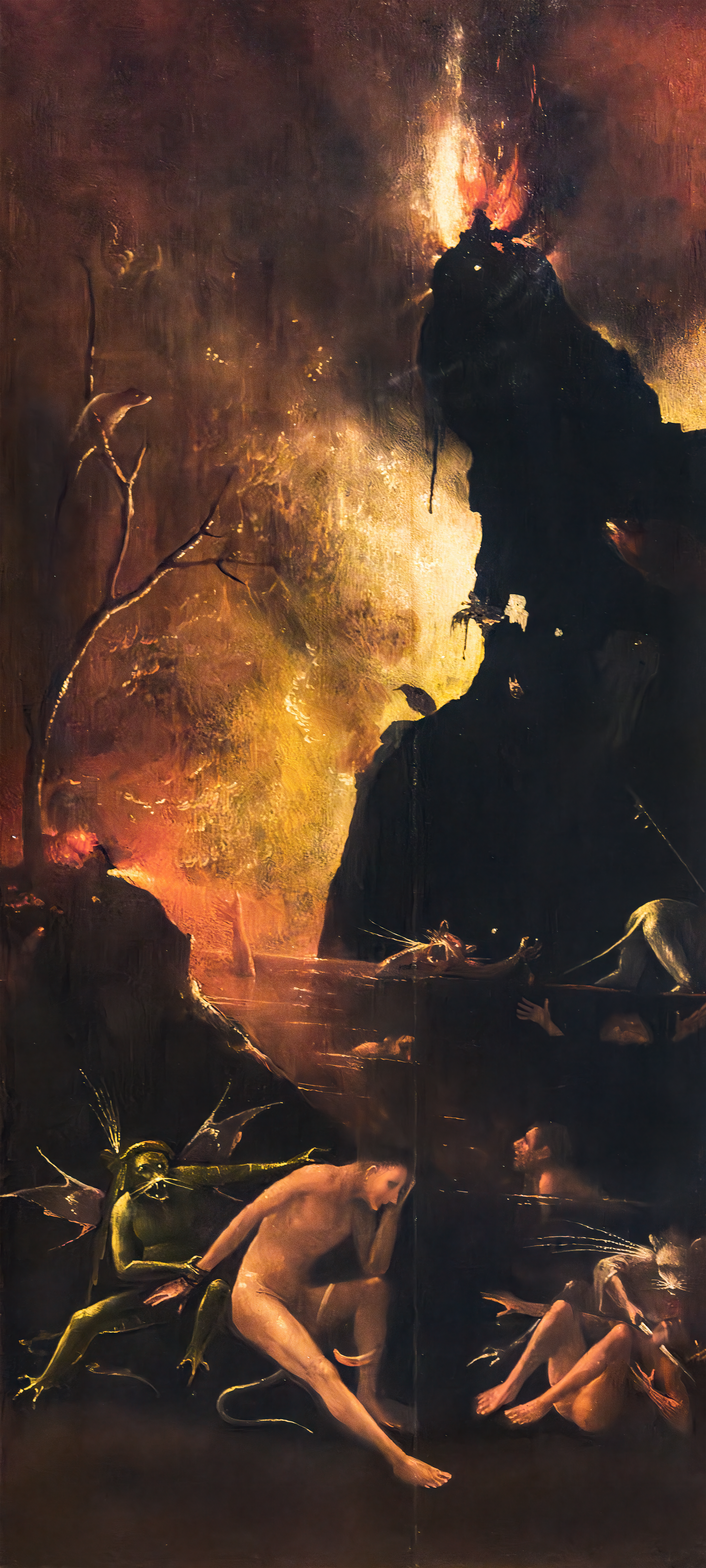
O Inferno